# 沈桐
沈桐（?—?），浙江省湖州府德清縣人，清朝政治人物、進士出身。
光緒二十一年（1895年），参加光緒乙未科殿試，登進士二甲62名。同年五月，授內閣中書。